# Туманов, Андрей Владимирович
Андре́й Влади́мирович Тума́нов (род. 1961) — российский журналист и телеведущий, продюсер, политический деятель.

## Биография
- Андрей окончил факультет журналистики МГУ им. Ломоносова.
- В 1991 году основал газету «Ваши 6 соток», которую возглавляет с момента основания как главный редактор.
- В течение 20 лет вёл на телевидении ряд передач, посвящённых любительскому садоводству и огородничеству — «Фазенда», «Грядка», «Наш сад», «Сельский час», «Полевые работы».
- Ведёт в прямом эфире радиопередачи о любительском садоводстве на радиостанциях «Комсомольской правды» и «Вести ФМ».
- Автор многочисленный книг по садоводству. Выпустил несколько сборников юмористических рассказов: «Террорист с мыловаренного» и «Как я наводил порядок в Кремле». Автор монографии о земельных отношениях в Древнем Риме «Аграрная реформа братьев Гракхов».
- Председатель Совета Межрегиональной общественной организации «Московский союз садоводов», общероссийской общественной организации «Садоводы России». До избрания в Госдуму занимал общественные должности: заместителя председателя Совета по земельным отношениям Московской области, члена Общественного совета Минсельхоза РФ, Общественного совета по АПК при председателе Совета Федерации, Общественного совета Росреестра РФ, Высшего экологического совета при Госдуме.
- 4 декабря 2011 года был избран депутатом Государственной Думы ФС РФ VI созыва. Первый заместитель председателя комитета по информационной политике, информационным технологиям и связи ГД РФ.
- В настоящее время главный редактор газеты «Ваши 6 соток», член общественного совета «Росреестра» РФ. Модерирует ресурс «Школа садоводов Андрея Туманова» (более миллиона активных пользователей). С 2023 года - обозреватель "Правды.Ру".
- Выдвигался в депутаты Государственной думы РФ по региональной группе 16 (Удмуртия и Кировская область) [1]

В 2024 году был доверенным лицом кандидата в президенты России Владимира Путина.